# Hua Guofeng

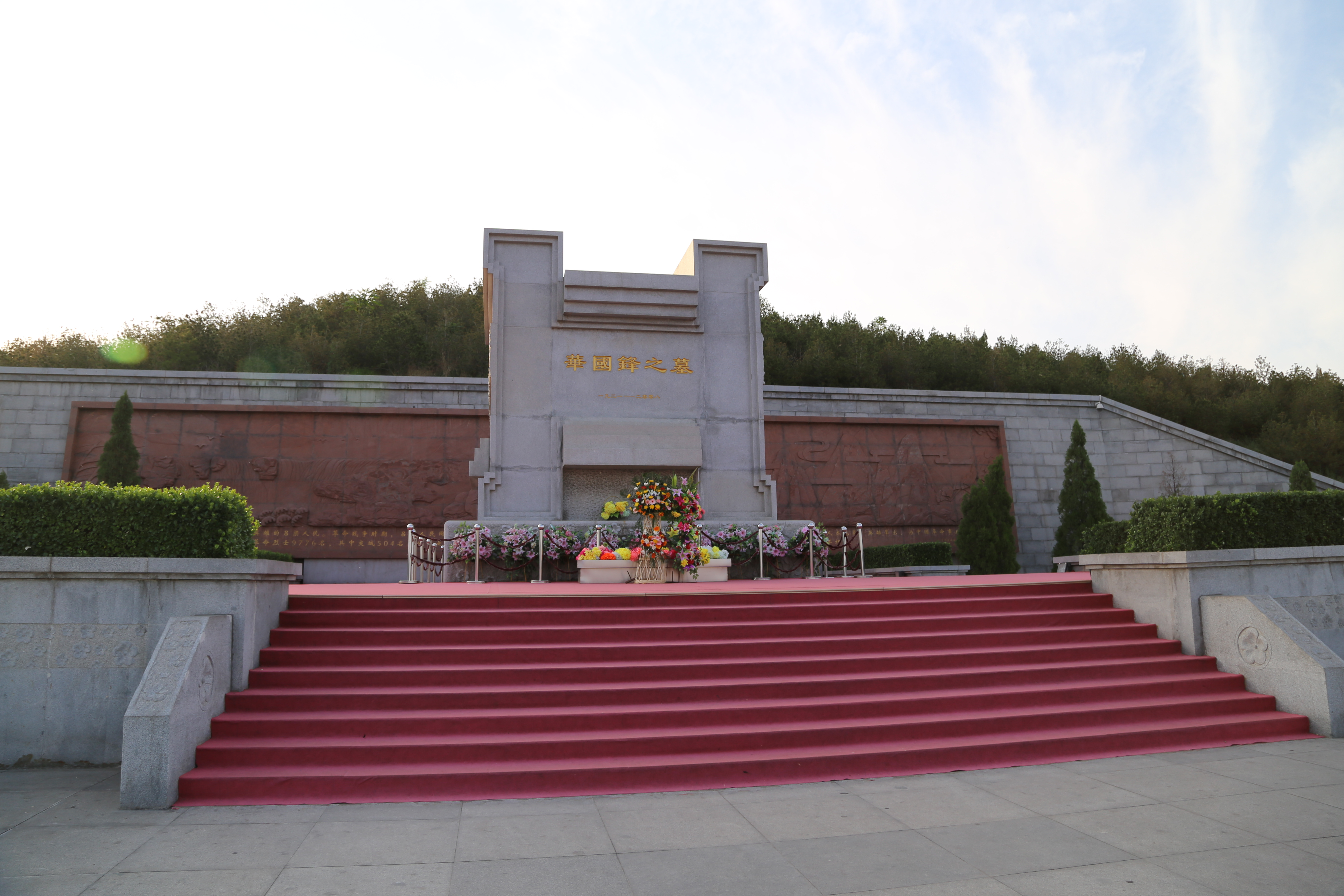
Grób Hua Guofenga

Hua Guofeng, chiń. 华国锋 (ur. 16 lutego 1921 w Jiaocheng, w prowincji Shanxi, zm. 20 sierpnia 2008) – chiński przywódca, następca Mao Zedonga.

## Działalność
W 1938 wstąpił do Komunistycznej Partii Chin. Po utworzeniu Chińskiej Republiki Ludowej w 1949 był sekretarzem partyjnym w prowincji Hunan.
W 1973, dotychczas nikomu nieznany, został niespodziewanie wybrany członkiem KC i Biura Politycznego, a dwa lata później został ministrem bezpieczeństwa.
Po śmierci Zhou Enlaia w styczniu 1976, 2 lutego został mianowany nowym premierem. 30 kwietnia niespodziewanie został wyznaczony przez Mao na swojego następcę, otrzymując kartkę o treści z tobą u steru o nic się nie martwię. Po śmierci Mao pod naciskiem generałów nakazał w nocy z 5 na 6 października 1976 aresztować członków bandy czworga. 22 października jako sukcesor Mao otrzymał stanowiska szefa KPCh i Komisji Wojskowej KC.
Jako przywódca ChRL Hua próbował wprowadzić pośmiertny kult Mao. Nakazał zabalsamować jego zwłoki i wybudować w Pekinie Mauzoleum Przewodniczącego, nadzorował także wydanie 5 tomu jego dzieł zebranych. W marcu 1977 Hua Guofeng ogłosił koncepcję „dwóch aksjomatów” (两个凡是), która brzmiała: Jakąkolwiek by sformułował politykę przewodniczący Mao, będziemy jej zdecydowanie przestrzegać; jakiekolwiek by były jego instrukcje, niezachwianie będziemy zgodnie z nimi postępować. Starał się także oddać hołd Mao poprzez zmianę słów hymnu narodowego i gloryfikując niedawno zakończoną rewolucję kulturalną. Pod względem ekonomicznym wzorował się na modelu sowieckim, nawiązując do polityki gospodarczej sprzed wielkiego skoku.
Nacechowane dogmatyzmem i brakiem realizmu działania Hua nie spotkały się jednak ze zrozumieniem i już na XI Zjeździe KPCh w sierpniu 1977 stało się jasne, że w Partii istnieje liczna opozycja, skupiona wokół zrehabilitowanego niedawno Deng Xiaopinga. Deng w przeciwieństwie do Hua miał za sobą również poparcie społeczeństwa.
Polityczny koniec Hua Guofenga nastąpił na III Plenum KC w grudniu 1978, kiedy to grupa skupiona wokół Deng Xiaopinga przeforsowała rozpoczęcie reform systemowych. Po III Plenum Hua stopniowo tracił, teraz już czysto symboliczną, władzę. W 1980 został zastąpiony przez Zhao Ziyanga na stanowisku premiera ChRL, a rok później Hu Yaobang zajął jego miejsce jako przewodniczącego KPCh. Na XII Zjeździe KPCh w grudniu 1982 został ostatecznie usunięty ze wszystkich zajmowanych stanowisk. Zachował jednak funkcję członka KC KPCh.
Na początku 2002 oficjalnie stracił swoje miejsce w Komitecie Centralnym KPCh. Został jednak zaproszony na XVII Zjazd KPCh w 2007. Jako specjalny delegat pojawił się na ceremonii z okazji 115. rocznicy urodzin Mao Zedonga.
W 2008 pogorszył się jego stan zdrowia, zmarł w Pekinie 20 sierpnia tego samego roku. Ponieważ jego śmierć nastąpiła podczas trwania letnich igrzysk olimpijskich, państwowe media nie poświęciły temu wydarzeniu zbyt wiele uwagi: krótkie informacje na ten temat znalazły się w programie Xinwen Lianbo oraz w dzienniku „Renmin Ribao”. Pochowany został na Cmentarzu Rewolucyjnym Babaoshan, w jego pogrzebie uczestniczyli Hu Jintao, przewodniczący ChRL oraz sekretarz generalny KPCh, premier Wen Jiabao i inni liczni wysocy działacze państwowi oraz partyjni. Udział wzięli także Jiang Zemin i Zhu Rongji.